# نيشيكاوا
نيشيكاوا هي بلدية في اليابان، وبلدة في اليابان، تقع في مقاطعة نيشيموراياما، بلغ عدد سكانها 5,273 نسمة وذلك حسب إحصائيات سنة 2018، تبلغ مساحتها 393.19 كيلومتر مربع.